# Archithosia flavifrontella
Archithosia flavifrontella là một loài bướm đêm thuộc phân họ Arctiinae, họ Erebidae.